# Fredrik Pettersson (handbollsspelare)
Fredrik "Fiskarn" Pettersson, född 23 juni 1981, är en svensk före detta handbollsspelare (högersexa). Han representerade Redbergslids IK under hela seniorkarriären, och är klubbens tredje bäste målgörare i högsta serien (efter Tobias Johansson och Linus Arnesson) genom tiderna med totalt 1 181 mål på 362 matcher.

## Klubbar
- Redbergslids IK (1999–2013)

## Meriter
- Svensk mästare tre gånger: 2000, 2001 och 2003